# 台灣鋏蠓
台灣鋏蠓，俗稱小黑蚊、黑微仔、雨微仔、烏微仔、小金剛，一種蠓科鋏蠓屬吸血昆蟲，主要分布於台灣，中國大陆廣東、福建低海拔地區，以及山東與秦嶺-淮河以南大部分省份。體長約1～1.4 mm，好吸人血，被叮咬奇癢無比，嚴重時可能引起過敏反應。幼蟲喜歡生長在竹林或草皮、樹林有長藍綠藻的地方，常有觀念誤解其以青苔為糧食，事實上是由於苔蘚類植物常和藻菌共同生長，而台灣鋏蠓以藻類（如小球藻）為食。雌成蟲好吸人血，做為哺育卵的營養補給品。

## 歷史
1913年，首次被日本昆蟲學者素木得一在台中記錄、發表。

## 物種型態
- 卵：呈紡綞形，長約0.3 mm，褐黑色，散產於孳生場所，孵化時殼自末約3分之一處斜裂，孵化後之卵殼呈拖鞋狀。
- 幼蟲期：剛孵化幼蟲約0.35 mm，體呈透明，老熟幼蟲體長約2.5 mm，於前胸及最後一節有小勾狀之偽足。色橘紅，個體雖小，但在綠色地面即清楚可見。
- 蛹期：為裸蛹長約2.1 mm，於前胸兩側具呼吸管1對，黃褐色，頭粗尾細，呈錐形，末齡幼蟲脫皮之蛻黏附在其尾端以利羽化，此時期不會活動。
- 成蟲期：體長約1.4 mm，頭黑色，觸角及口器深褐色，觸角14節，基節較大，2至9節為念珠狀，10至14節明顯延長，翅1對，後翅退化為平均棍，羽化後之雌蟲通常即可吸血產卵，壽命可達38天左右，而雄蟲壽命通常較短。[3]

## 預防與族群控制
為了防止小黑蚊叮咬，建議在受影響地區從事戶外活動時，穿著長袖上衣與長褲，或塗抹防蚊液。
居住或經營於小黑蚊族群密集地區的住家與商家，則可安裝網目尺寸為55目或以上的紗窗，以防止小黑蚊進入室內。
為了抑制小黑蚊族群的繁殖，建議受影響地區的居民清除生活環境中藻類的滋生，以去除小黑蚊幼蟲的主要食物來源。
儘管化學性殺蟲劑可用於控制小黑蚊族群，但在多數情況下並不建議使用，以避免對周遭環境造成不良影響，並防止產生具抗藥性的蚊蟲族群。

## 外部連結
- 小黑蚊防治推廣中心官網
- 行政院環境保護署-小黑蚊防治
- 行政院國家科學委員會-小黑蚊